# NGC 474
NGC 474 (другие обозначения — UGC 864, MCG 0-4-85, ZWG 385.71, ARP 227, PGC 4801) — линзообразная галактика (S0) в созвездии Рыбы. Открыта Уильямом Гершелем в 1784 году, описывается Дрейером как «довольно яркий, маленький объект, значительно более яркий в середине, более восточный из двух объектов». Второй объект — NGC 470.
Входит в состав групп галактик NGC 470 (17 объектов) и  NGC 524 (14 объектов). Помимо неё в составе последней наиболее яркими представителями группы являются NGC 470, NGC 520.
Этот объект входит в число перечисленных в оригинальной редакции «Нового общего каталога».
NGC 474 является классическим примером галактики с оболочками — структурами, размещёнными вне диска и представляющими собой, возможно, остатки поглощённого компаньона либо возмущения от близкого прохождения другой галактики. Кинематическая и фотометрическая оси галактики не совпадают.
Галактика демонстрирует признаки взаимодействия со спиральной галактикой NGC 470; возможно, обе галактики погружены в общее облако нейтрального водорода.